# Mrgashen
Mrgashen (in armeno Մրգաշեն?) è un comune dell'Armenia di 2 043 abitanti (2008) della provincia di Kotayk'.